# La Bergeonnerie
La Bergeonnerie est un quartier français de la ville de Tours. Situé à l'extrémité sud de la commune, il compte seulement 1 610 habitants en 2020, ce qui en fait le second plus petit quartier de la ville. Il est surtout composé de grands ensembles et d'espaces verts, dont un vaste jardin central et des potagers associatifs. D'abord habité par des paysans, il a été urbanisé à partir de 1965 dans un contexte où la ville de Tours cherche des terrains pour construire davantage de logements, vu la très forte demande dans le contexte des Trente Glorieuses.
Le quartier de La Bergeonnerie est limité par la rivière du Cher et le lac de la Bergeonnerie au nord, le quartier des Fontaines et le quartier Montjoyeux à l'est, la commune de Chambray-les-Tours au sud, et enfin la commune de Joué-lès-Tours et le nouveau quartier des Deux-Lions à l'ouest. La Bergeonnerie est un quartier populaire présentant des grands ensembles, dont un tiers de logements sociaux. Il est relativement enclavé et est classé comme un « quartier de veille active » en raison de ses difficultés sociales. Avec Montjoyeux, il est le premier grand quartier tourangeau aménagé au sud du Cher.

## Histoire

### Occupations anciennes

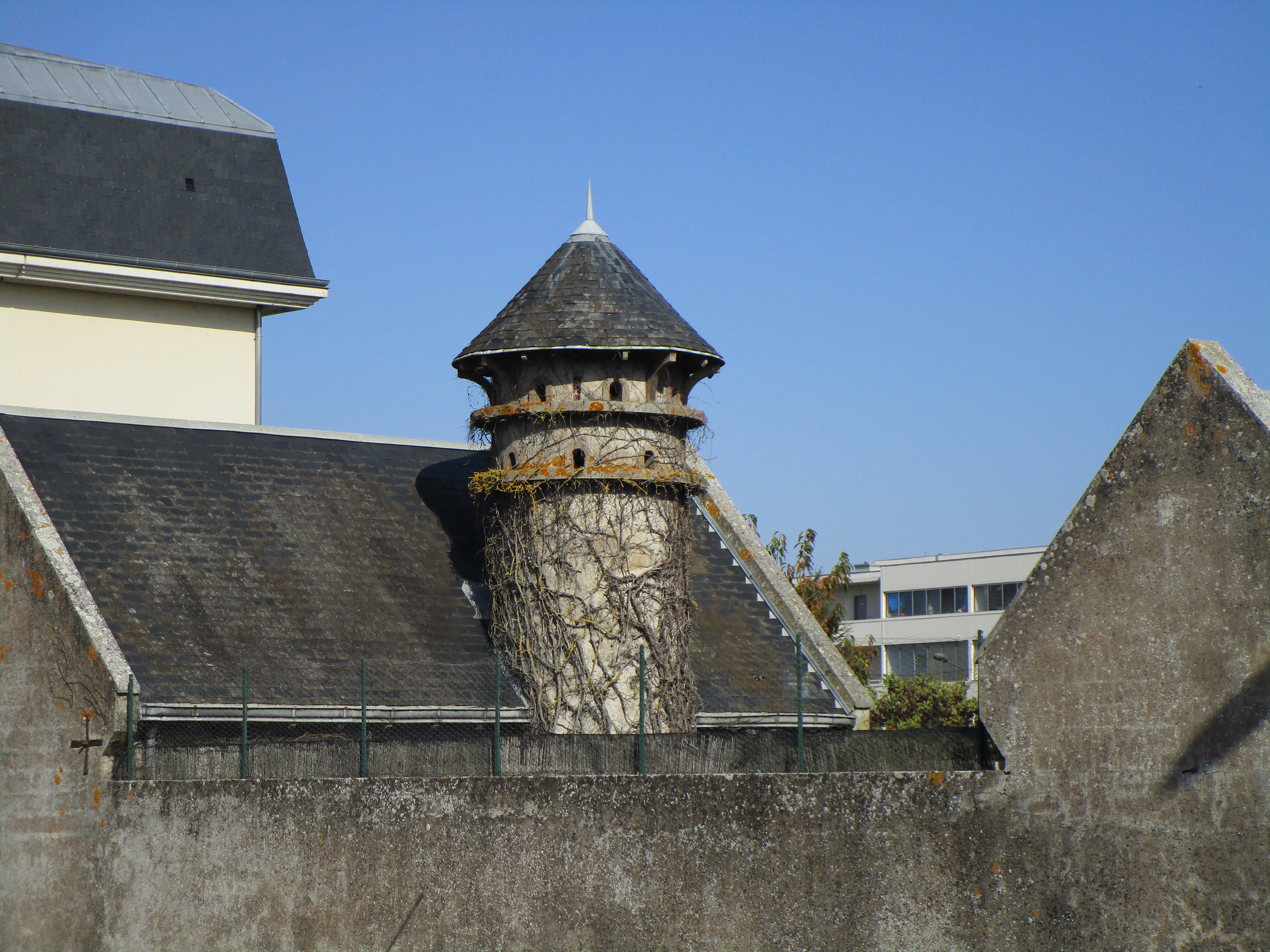
Le pigeonnier situé sur l'allée Aimée de la Rochefoucauld.

Le site de La Bergeonnerie est habité depuis le XVIIIe siècle par des paysans qui y font de l'élevage de vaches et moutons, et possèdent des potagers et des vergers. Quelques traces de ce passé agricole demeurent dans le quartier, notamment de vieilles fermes.
Entre 1834 et 1840, un château est construit sur le site, dans le « lieu-dit Bergeonnerie », pour le bénéfice de la comtesse de La Rochefoucauld qui le reçoit comme cadeau de sa mère pour son mariage. Son époux, Jean Antoine Denis de Keredern de Trobriand (comte de Trobriand, 1808-1874), entre en conflit notamment avec la ville de Joué-lès-Tours puis surtout avec les chemins de fer de Bordeaux qui amputent une partie de sa propriété en 1847 pour y installer une ligne de train. Il meurt en 1874 et sa femme le 7 juillet 1895, sans laisser d'enfant. Elle avait cédé au préalable son château à la ville de Tours, à condition de le transformer en orphelinat, ce qui est chose faite peu avant le déclenchement de la Première Guerre mondiale.

### Urbanisation récente

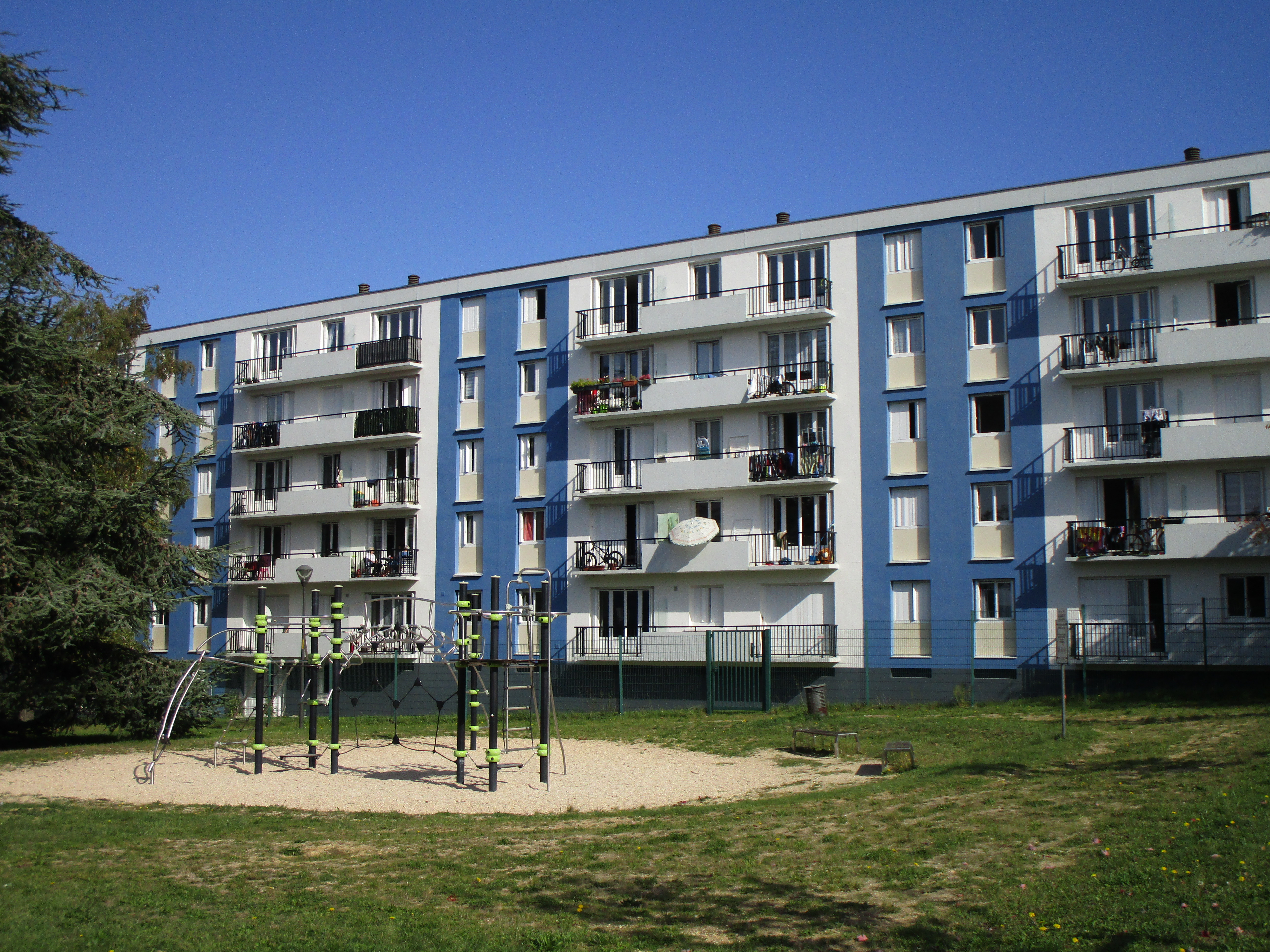
Immeuble sur l'allée de la Bruyère, dans la partie est du quartier.

La période suivant la Seconde Guerre mondiale voit débuter une série impressionnante de chantiers d'envergure visant à loger la population grandissante de la ville de Tours, du fait de l'explosion des naissances, de l'arrivée de travailleurs immigrés et de l'exode rural. Face à un mal-logement problématique, les travaux s'ouvrent par la construction du Sanitas en 1958 près du centre-ville. Premier quartier de grands ensembles, il deviendra le plus grand quartier d'immeubles de la ville. La demande de logements reste pourtant forte et la ville cherche de nouveaux terrains à bâtir, alors que le rapatriement des évacués d'Algérie accentue encore la pression démographique à partir de 1962. La ville commençant rapidement à manquer d'espace, elle se tourne vers la vallée du Cher au sud de la ville. Cependant, l'urbanisation du secteur est un défi sur le plan technique, nécessitant un aménagement des bords du Cher avec l'installation de digues surélevées et le remblaiement des secteurs à construire les plus bas afin de protéger le futur quartier des crues.
Toutefois, le site de la Bergeonnerie étant un espace surélevé au sud du Cher, la ville se tourne d'abord vers ce secteur réduit pour y installer des logements. Les travaux débutent sur la Bergeonnerie en 1965 alors que la ville cède les terrains à des promoteurs et bailleurs sociaux, et élargit le quartier en achetant des sols à la commune de Joué-lès-Tours en 1966. Dans le même temps, l'aménagement du Cher débute quelques années plus tard avec la construction du quartier des Rives du Cher puis du quartier des Fontaines à proximité. Les travaux du Cher donnent également naissance au lac artificiel de la Bergeonnerie, situé immédiatement au nord du quartier. L'urbanisation du site de la Bergeonnerie fait émerger 776 logements, séparés entre l'est et l'ouest par un jardin central, le « vallon de la Bergeonnerie ». La partie orientale et privée est la plus vaste, avec 480 logements contre 296 appartements sociaux sur la partie occidentale.

## Conditions de vie

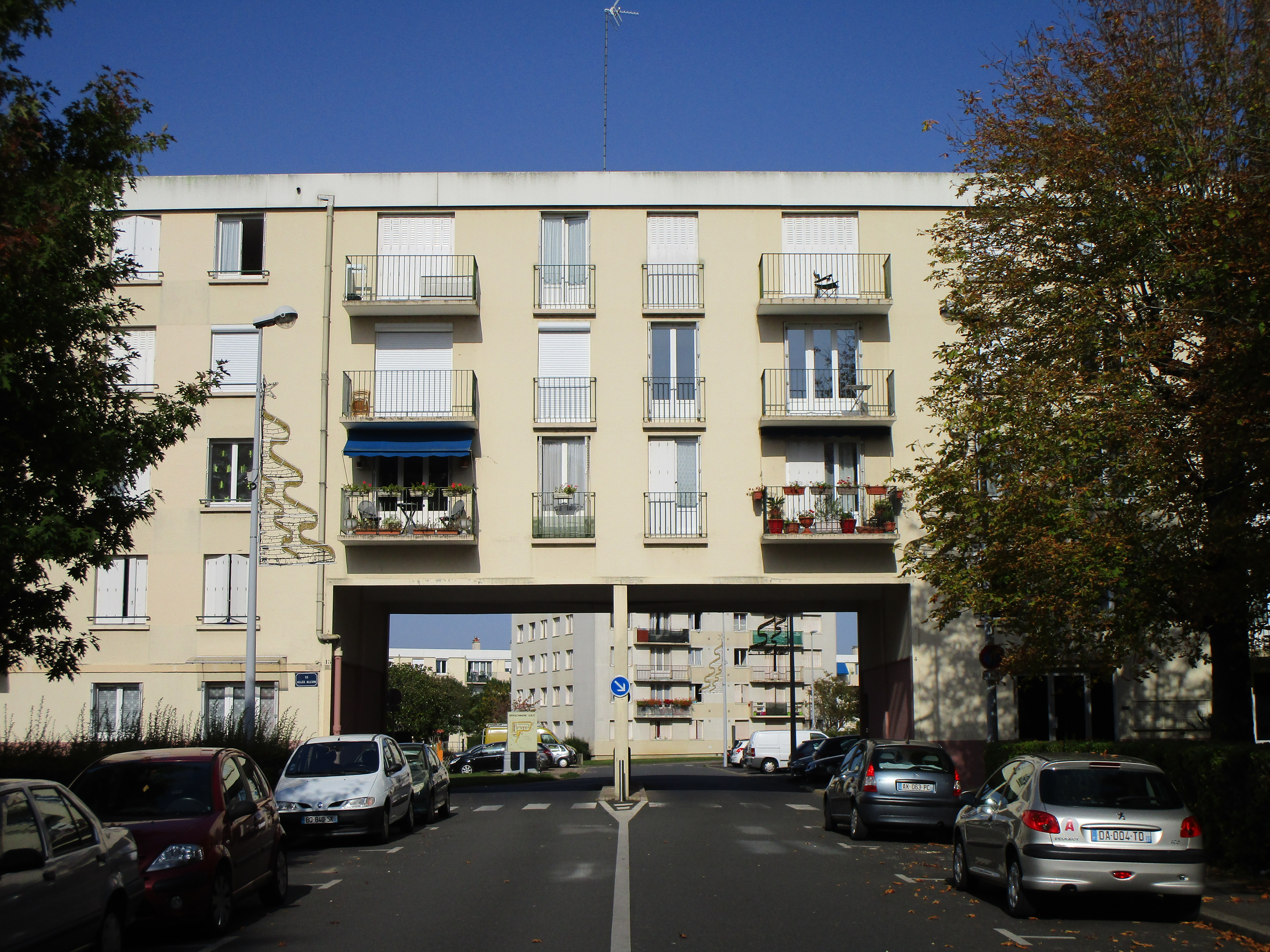
Immeuble sur l'allée Alcuin, dans la partie ouest du quartier.

Le quartier de La Bergeonnerie est un quartier principalement populaire. Environ 46 % des logements du quartier sont à caractère social en 2012, contre 28 % pour l'ensemble de la commune de Tours. Les revenus moyens des habitants sont assez bas : 18 900 euros par an et par ménage en moyenne, soit environ 1 575 euros par mois et par ménage en 2009. Le taux de chômage est nettement supérieur à la moyenne communale, à 22 % contre 14 % en 2012 selon Pôle emploi. Près de 62 % des salariés du quartier sont des employés ou ouvriers et seuls 14 % des habitants sont propriétaires de leur logement. Le ménage moyen contient approximativement 1,7 personne,.
La Bergeonnerie est classée en tant que « quartier de veille active » au sein de la ville de Tours, échelon inférieur à celui de quartier prioritaire de la politique de la ville, en raison d'un taux de pauvreté relativement élevé. Le quartier est en effet relativement enclavé, notamment par sa géographie, étant situé en haut d'une butte. Il est de plus partiellement entouré par les lignes de chemins de fer qui séparent les jardins associatifs et la partie résidentielle, ainsi que par l'avenue de l'Alouette, très fréquentée par les véhicules. La partie ouest du quartier, à caractère social, présente aussi des problèmes de vétusté.

## Services publics

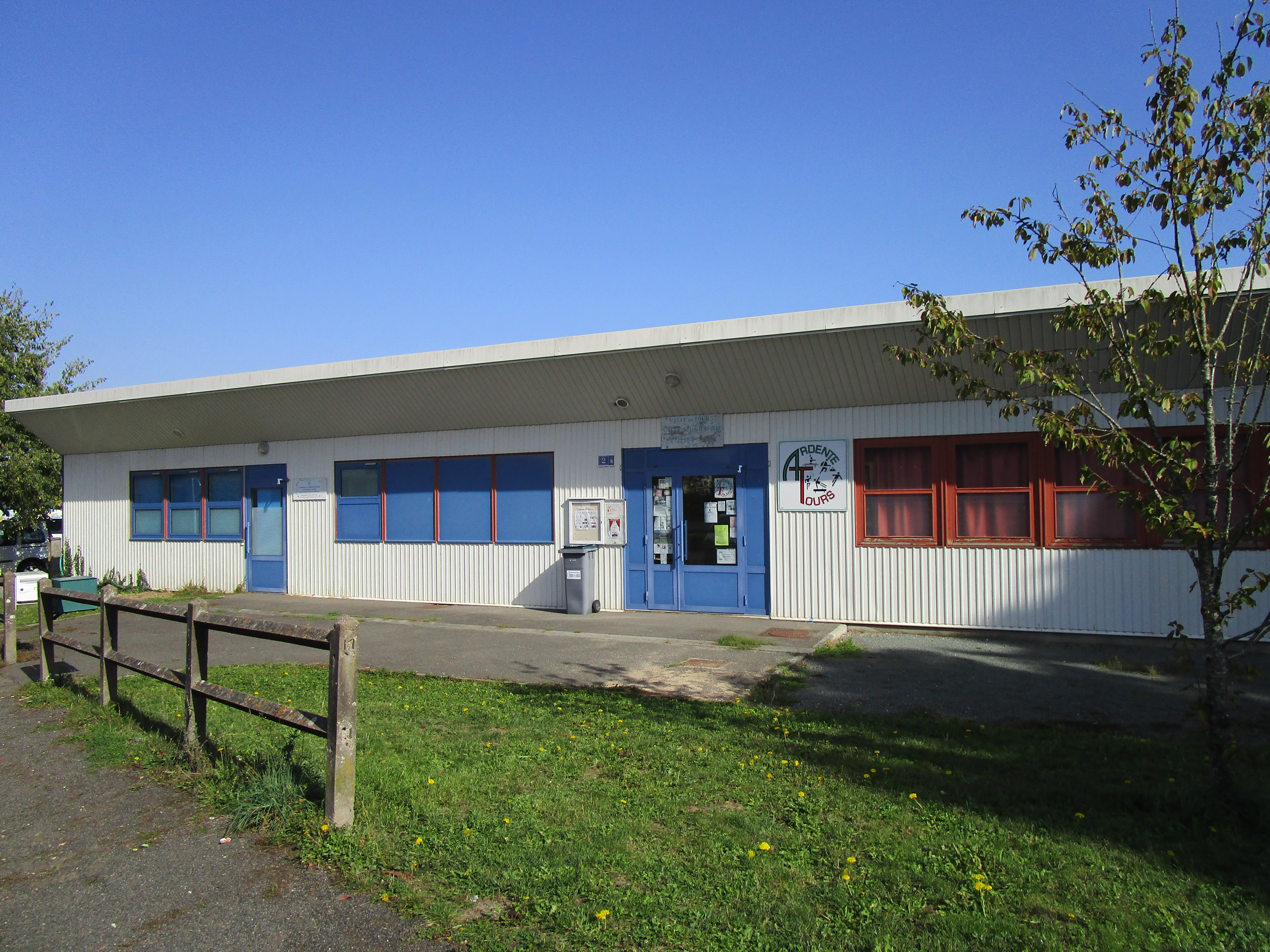
La salle municipale des sports Andersen, dans la partie ouest du quartier.

### Transports
Le cœur du quartier de La Bergeonnerie est relativement mal desservi par les transports publics, alors que les grandes axes de circulation, comme l'avenue de l'Alouette, sont simplement limitrophes du quartier. Aucune voie de communication importante ne traverse le quartier, du fait de son élévation. Seule la ligne de bus no 15 marque trois arrêts dans le quartier, desservant sa partie est. La ligne no 5 passe à la limite sud du quartier, sur la rue de la Bergeonnerie qui marque la limite avec Joué-lès-Tours.

### Éducation

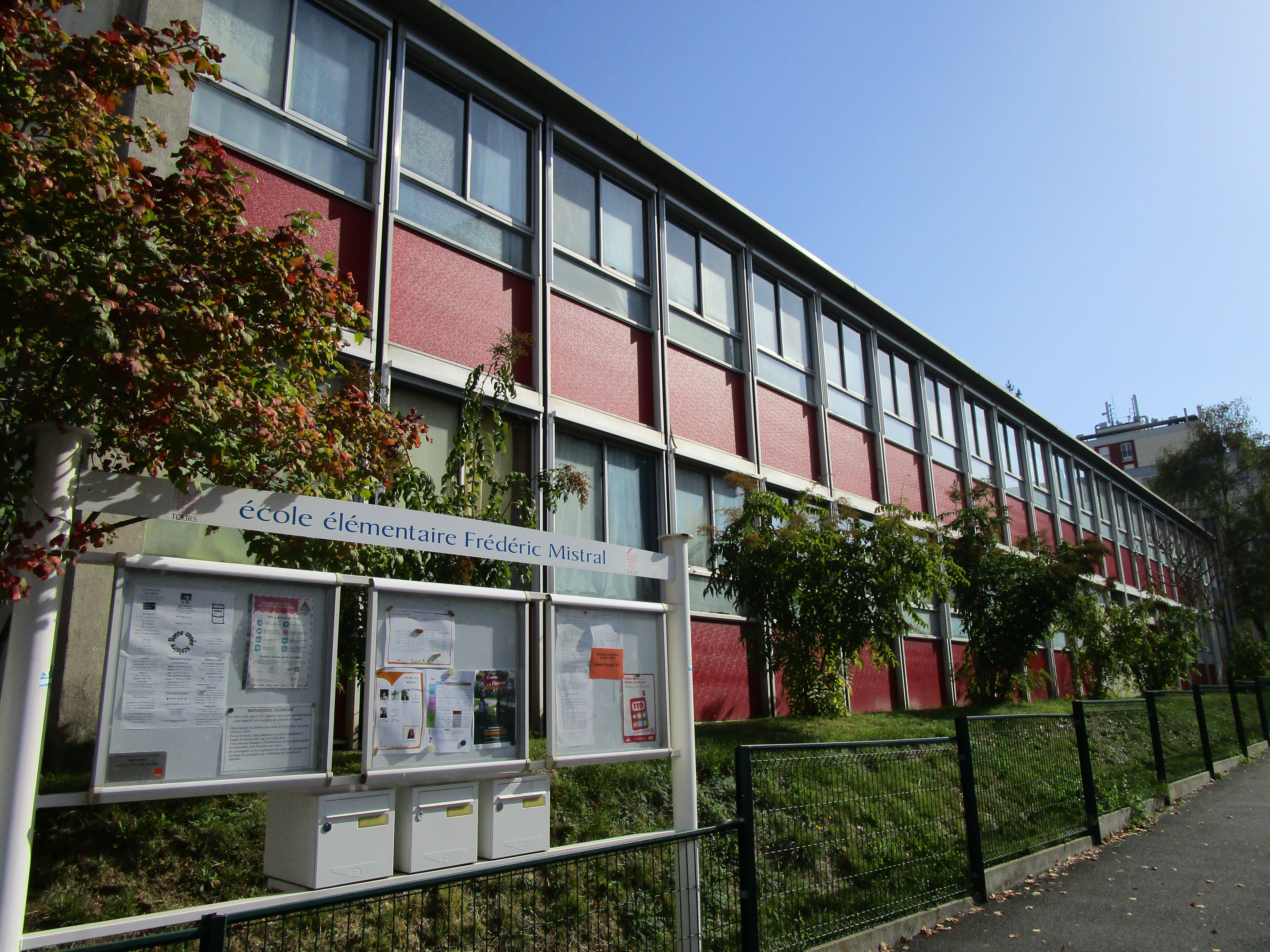
L'école primaire Frédéric Mistral sur l'allée de la Bruyère.

Le quartier de La Bergeonnerie contient deux établissements d'enseignement, l'école maternelle Alphonse-Daudet et l'école primaire Frédéric Mistral. Les deux structures partagent les mêmes locaux, situés au 2 allée Jean de la Bruyère, et contiennent chacune une centaine d'élèves en 2017,. À partir de 2008, l'école maternelle expérimente une prise en charge des enfants dès l'âge de deux ans afin de faciliter leur scolarisation et l'apprentissage du français.

### Autres installations
Le quartier contient diverses installations abritant des services publics. Dans la partie est, on trouve la bibliothèque municipale annexe de La Bergeonnerie et dans sa partie ouest, on trouve deux bâtiments à proximité qui accueillent la salle municipale des sports Andersen et le siège départemental des pupilles de l'enseignement public, qui regroupe des associations à destination des enfants,. Enfin, on trouve au sud du vallon de la Bergeonnerie une maison d'enfants à caractère social, qui compte une vingtaine de places, et une résidence qui sert à la fois de centre d'accueil de demandeurs d'asile et d'hébergement d'urgence pour sans-abris, et compte plus d'une centaine de places,.
Le quartier compte aussi le centre aquatique du Lac, le plus important de la métropole, situé entre l'avenue de Grammont et le lac de la Bergeonnerie. Construit en 2006 à partir d'un bassin olympique extérieur déjà existant, il compte depuis quatre nouveaux bassins intérieurs : 25 mètres, ludique, éducatif et pataugeoire, en plus d'un toboggan intérieur et extérieur et d'un espace hammam et sauna.

## Économie et commerces
Le quartier compte un petit centre commercial, situé dans sa partie Est à proximité de l'allée du Professeur Guillaume Louis.

## Galerie d'images

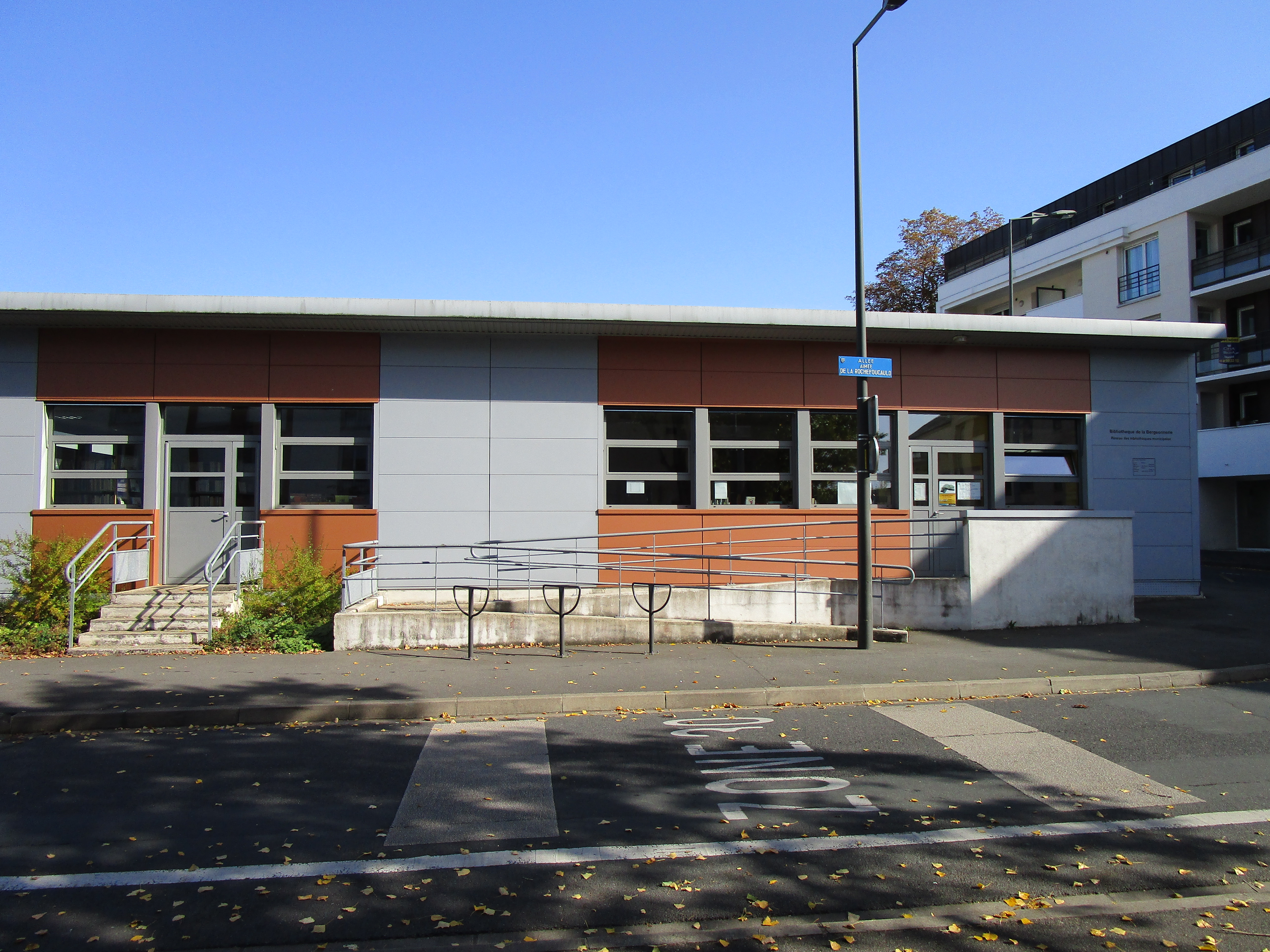
Bibliothèque municipale dans la partie est du quartier
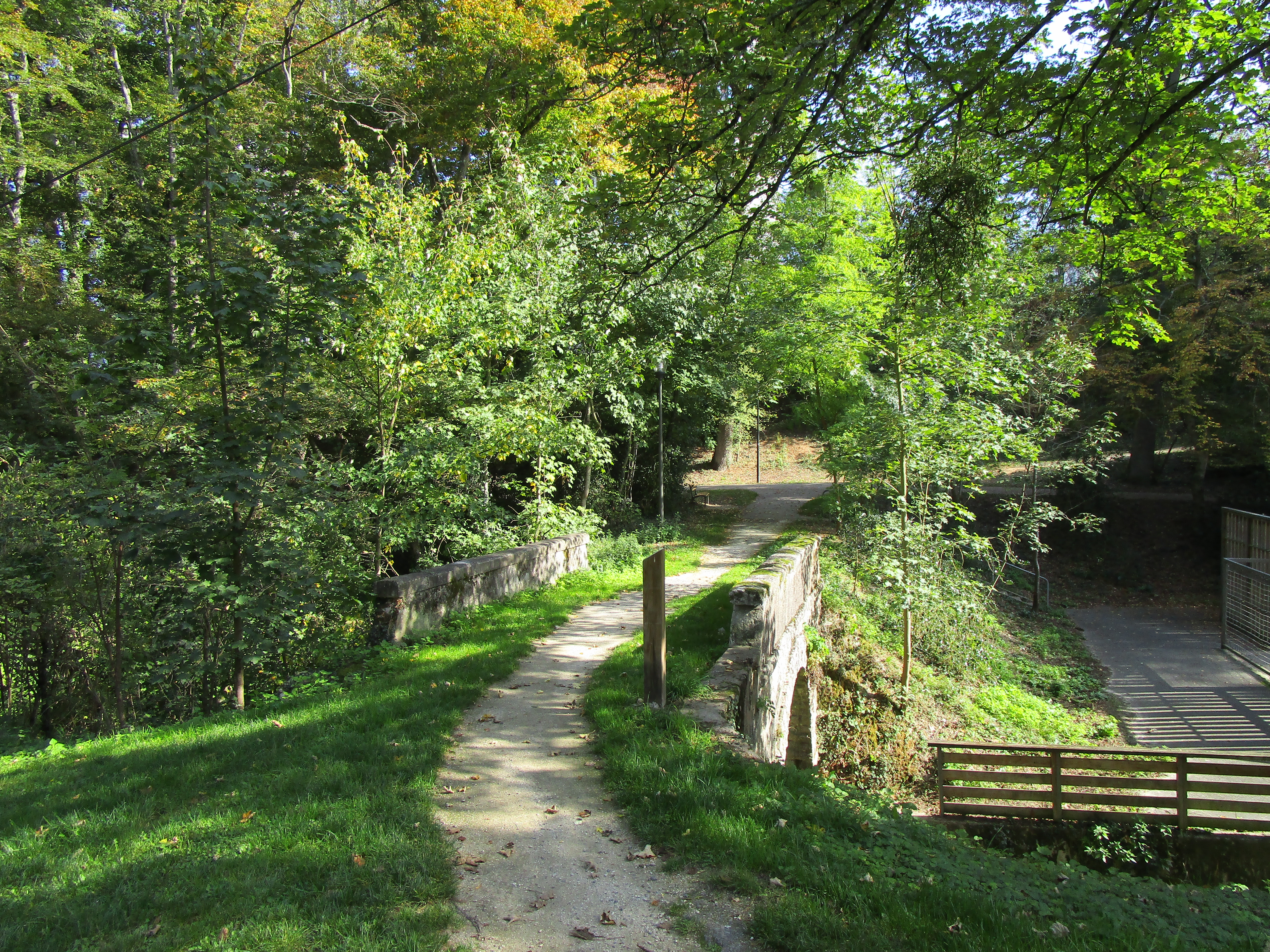
Vallon de la Bergeonnerie
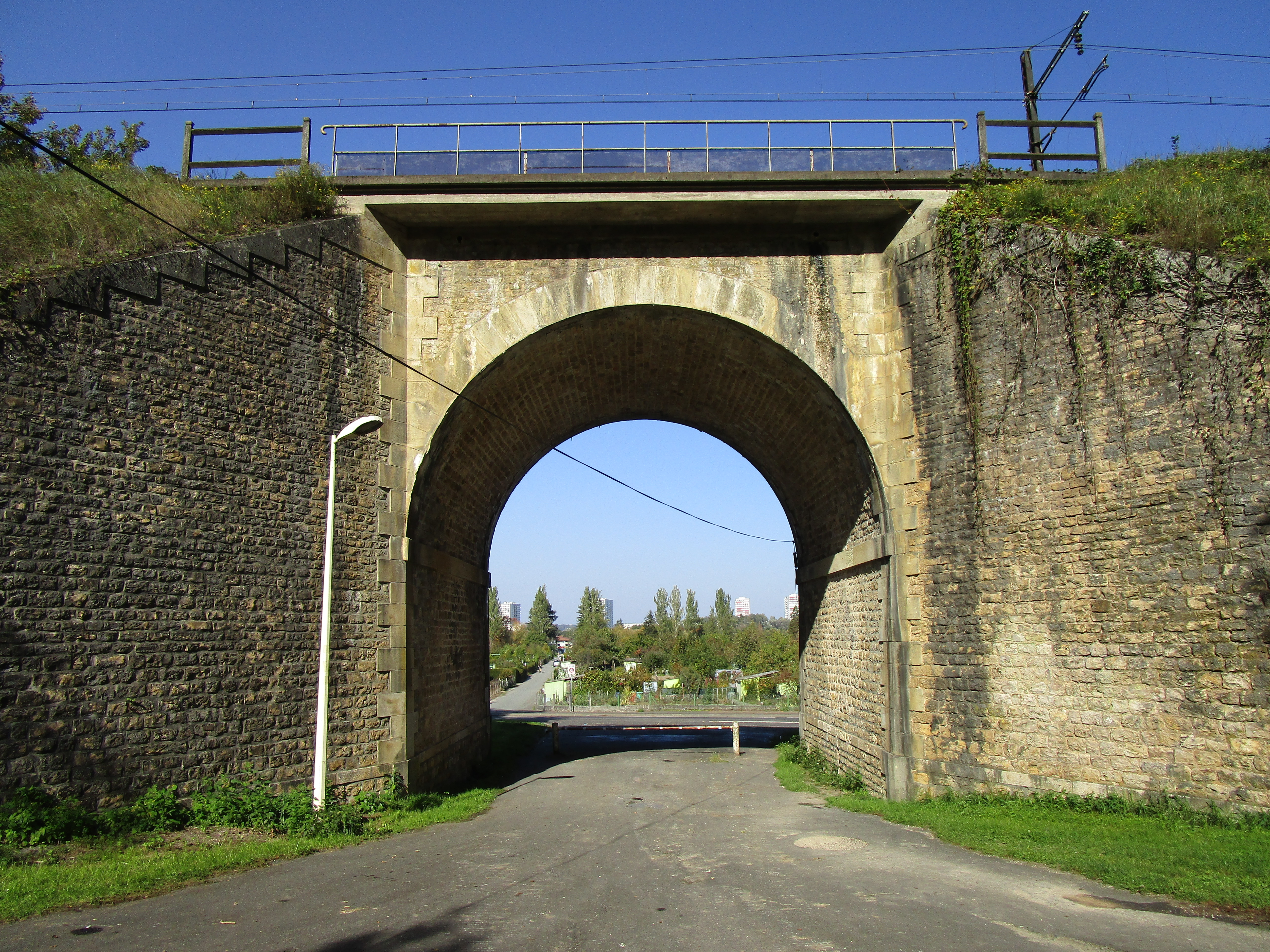
Entrée principale du vallon
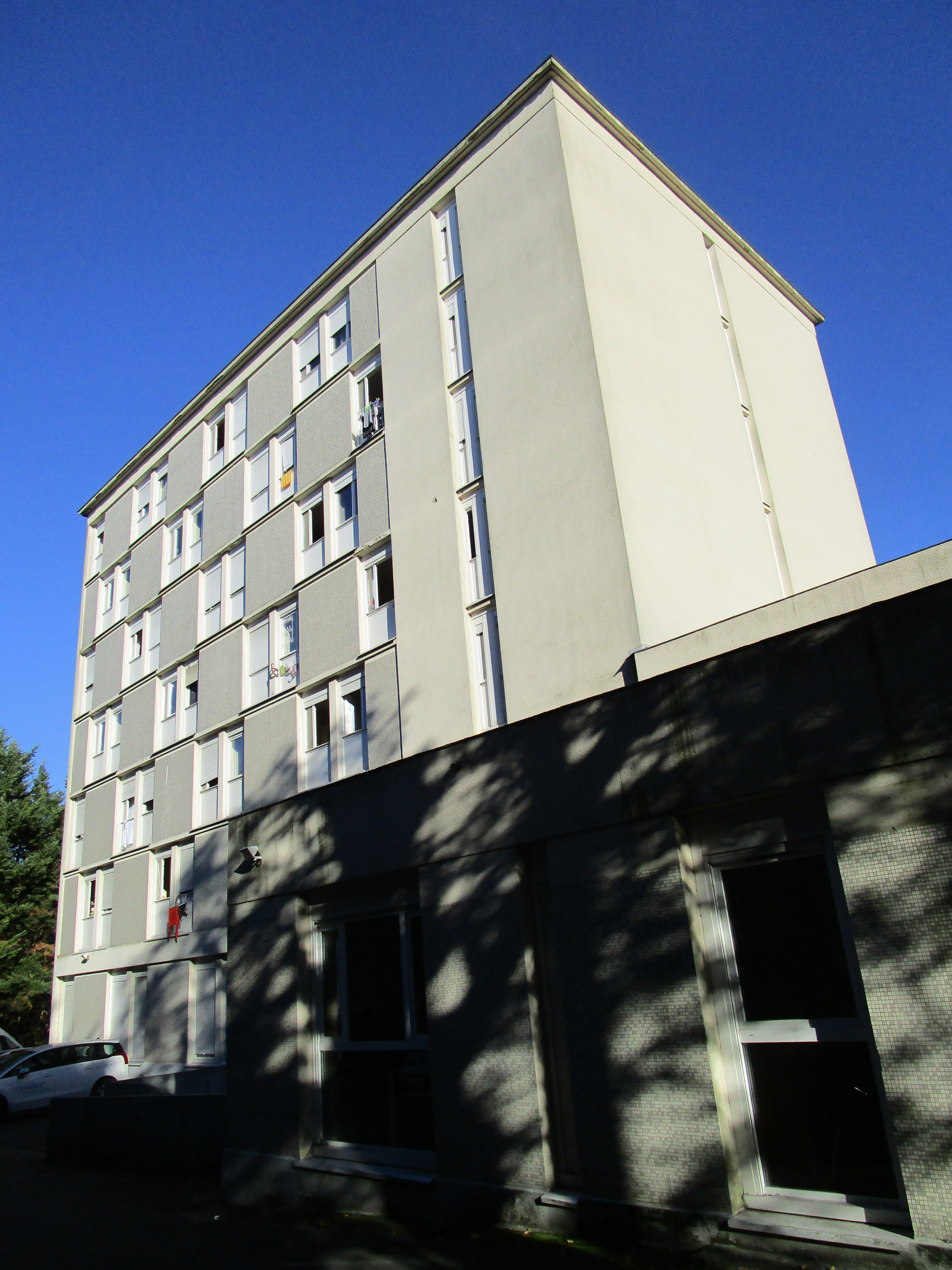
Centre d’hébergement pour demandeurs d'asile et sans-abris
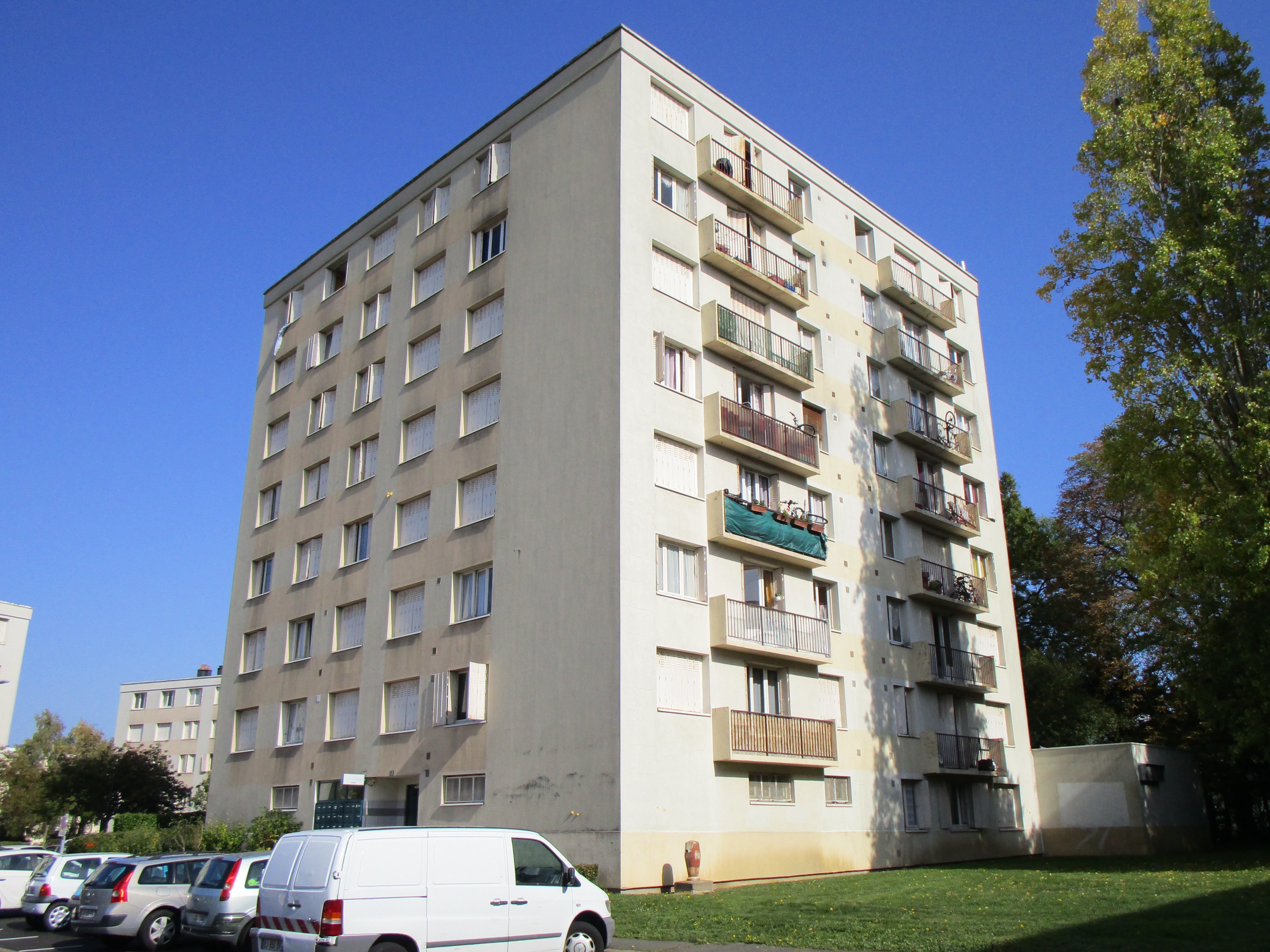
Immeuble sur l'allée Alcuin, dans la partie ouest du quartier
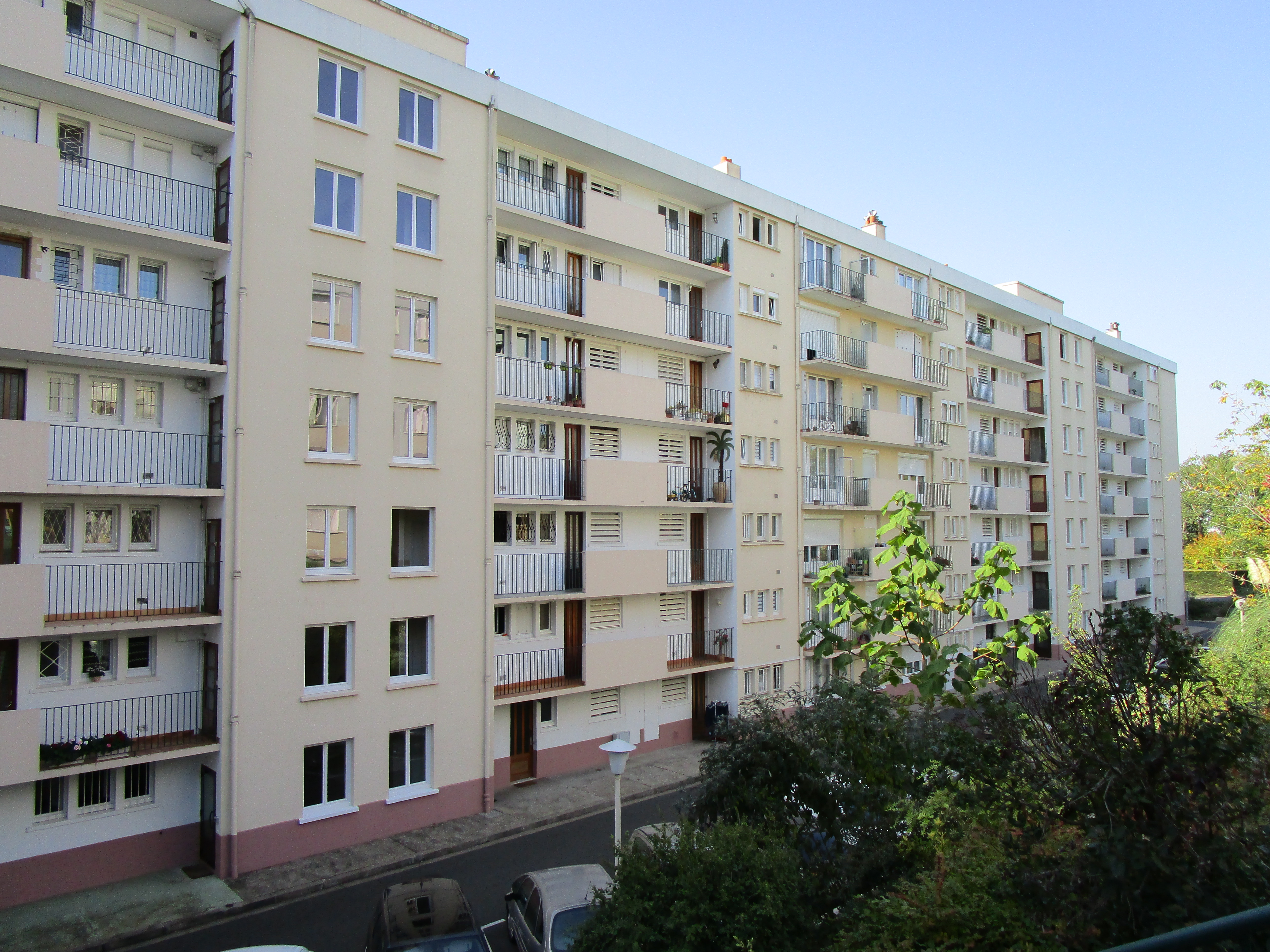
Immeuble sur l'allée Alphonse Daudet, dans la partie ouest du quartier
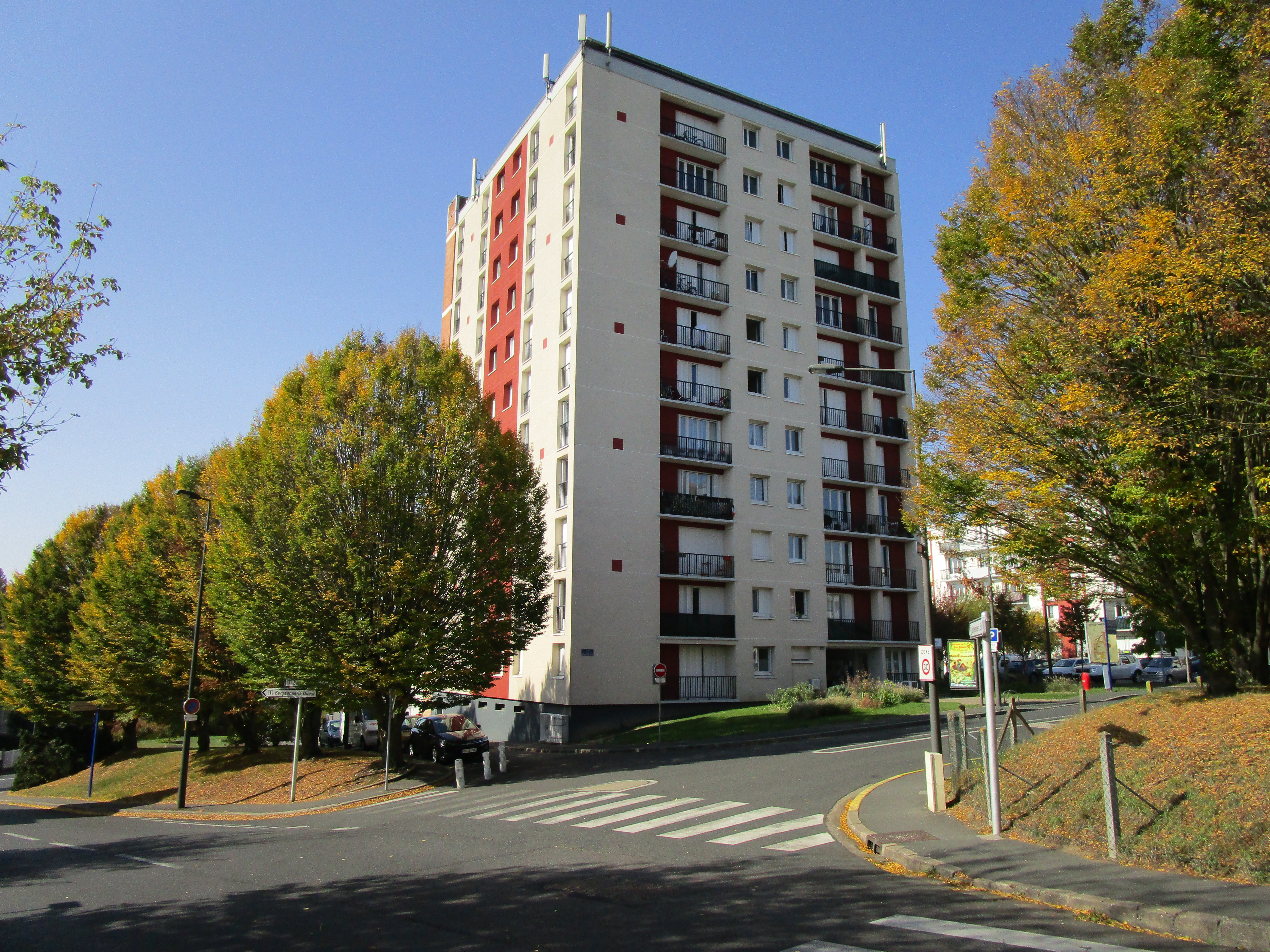
Tour sur la rue de la Bergeonnerie, dans la partie est du quartier
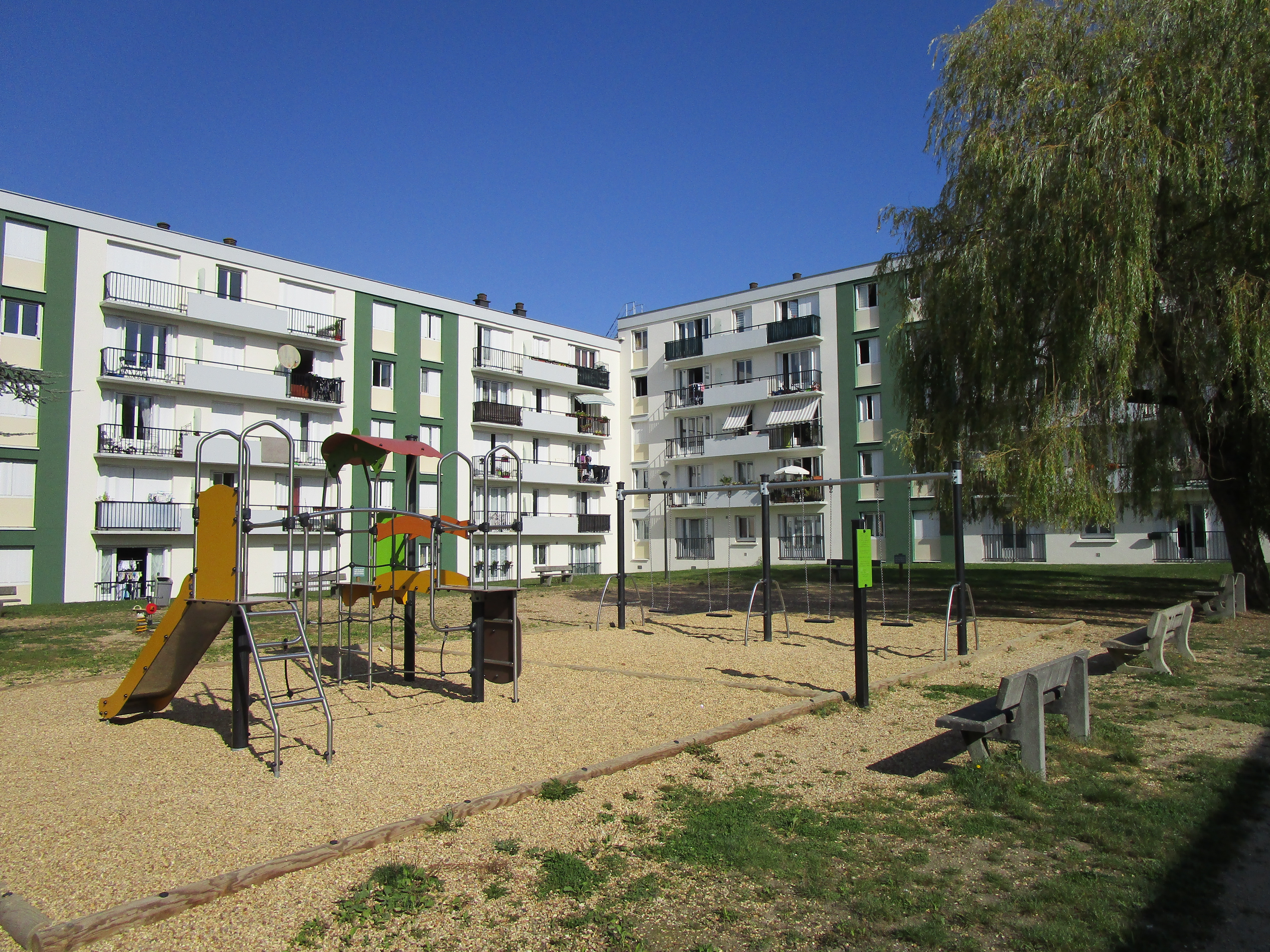
Immeuble sur l'allée Théodore de Banville, dans la partie est du quartier